# Sportphysiotherapie
Sportphysiotherapie wird als ein Bereich der Physiotherapie beschrieben, der zur nationalen, zukunftsorientierten Gesundheitsförderung und deren Ansprüchen beitragen kann, um so die steigende politische Gewichtung der Gesunderhaltung der Bevölkerung durch sportliche Aktivität zu fördern.
Sportphysiotherapeuten im Breitensport arbeiten mit Sportlern aller Alters- sowie Leistungsgruppen, individuell oder in Gruppen, die sich bei sportlicher Aktivität akut verletzt haben oder sich von einer solchen Verletzung erholen.
Sportphysiotherapeuten im Leistungssport müssen zudem Fähigkeiten besitzen, den Leistungssportler über spezielle Bewegungsanalyse oder spezifische Trainingsprogramme verletzungsfrei zu halten. Sie arbeiten zunehmend international, betreuen global wettkämpfende und trainierende Sportler.

## Aus- und Weiterbildung
Malcolm et al. haben Meinungen zu Aufgaben und Verhalten eines Sportphysiotherapeuten in unabhängigen Interviews erhoben. Beispielhaft seien hier einzelne Meinungen zum positiven Einfluss von Innovationen und weiterbildender Ausbildung erwähnt:
- „Berufsbegleitende Qualifikationen sind enorm wichtig und werden im Zuge der (Sport-)Physiotherapie immer wichtiger, ein M.Sc. ganz speziell um beruflich und kompetenzorientiert weiter voran zu kommen.“
- „Spezielle Schlüsselrollen verlangen nach dieser einen Qualifikation auf Masterebene.“
- „Die Physiotherapie entwickelt sich in die Richtung immer fortschreitender Weiterbildungen und damit einhergehender Nachweise von Fertigkeiten. Qualifikationen auf dem Papier nachweisen zu können, ist von Hause aus besser als wenn jeder sagte, er könne dieses und jenes.“
- „Weiterhin werden im Bereich der Sportphysiotherapie in hohem Maße Handlungs-, soziale sowie kommunikative Kompetenzen benötigt, die eben durch fachspezifische Weiterbildung und kritische Diskussion mit Kollegen gefördert werden.“

Ebenso werden aber auch kritische Stimmen zur fortschreitenden Akademisierung und Weiterbildungspolitik innerhalb der Profession erwähnt. Darin werden die Zurückhaltung gegenüber der Akademisierung, der zu frühen Spezialisierung sowie des sanften Drucks von Arbeitgebern und Einflüssen aus dem Umfeld genannt. Ein geringer Erfahrungsschatz und eine fortschreitende Spezialisierung zu Lasten der Kernfähigkeiten eines Physiotherapeuten werden als weitere beschrieben. „Zunächst muss ein Sportphysiotherapeut ein guter Physiotherapeut sein, dann erst sollte er sich spezialisieren.“ „Die universitär ausgebildeten Physiotherapeuten stehen nicht mehr bei Regen auf dem Trainingsplatz, ohne dafür bezahlt zu werden. Es fehlt manchen die Liebe zum Beruf.“
Um den Bezug zur praktischen Tätigkeit durch ein konsekutiv angelegtes Studium nicht zu verlieren, werden Möglichkeiten der beruflichen Weiterbildung wie beispielsweise der berufsbegleitende Masterstudiengang Sportphysiotherapie an der Deutschen Sporthochschule Köln (DSHS) angeboten.

## Aufgabenbereich
Die Einsatzmöglichkeiten und der Aufgabenbereich eines Sportphysiotherapeuten lassen sich nach Bulley & Donaghy folgendermaßen definieren: „Ein Sportphysiotherapeut ist ein anerkannter Spezialist, der unter Einhaltung eines hohen professionellen sowie ethischen Standards gegenüber Athleten aller Altersgruppen und Leistungsniveaus fortgeschrittene Kompetenzen zur Sicherstellung der Teilnahme an sportlicher Aktivität zeigt, Hinweise und Bewegungskorrekturen erteilt sowie Rehabilitations- und Trainingsinterventionen zur Verletzungsprävention, zur Wiederherstellung optimaler Funktionen und zur Förderung der sportlichen Leistung vornimmt und bedürfnisgerecht anpasst.“

## Kompetenzen und Rollenverständnis
Zusätzlich sollte ein Sportphysiotherapeut weitere Kompetenzen aufweisen, die einen progressiven Anstieg an Tiefe und Umfang des benötigten Wissens gewährleisten und ihn zur Ausführung der Spezialisierung innerhalb der Profession Physiotherapie befähigen. Das Verlangen auf Master-Level zu arbeiten ist nach Bulley & Donaghy demnach eine unabdingbare Voraussetzung für einen erfolgreichen Sportphysiotherapeuten. Eigenschaften eines Sportphysiotherapeuten werden gefördert durch weiterbildende Ausbildung in einer Varietät von klinischen Bereichen, die mannigfaltige Erfahrungen auf vielen Anwendungsgebieten vermitteln. Die Anerkennung der Spezialisierung erfolgt innerhalb vieler nationaler (Sport-)Organisationen, die wiederum die Internationale Vereinigung der Physiotherapeuten bilden.
Sportphysiotherapeuten sind Pioniere auf ihrem Feld, die kritisch hinterfragend und evaluierend, neues Wissens durch Forschung entwickeln, anwenden und dieses Wissen zugrunde legen, um Veränderungen der täglichen Praxis zu initiieren.
Der Sportphysiotherapeut ist eine professionelle Führungsperson, die multidisziplinär arbeiten zu vermag, Veränderungen stets aufgeschlossen gegenübertritt, Innovationen in den Unterricht und die eigene Praxis einfließen lässt und so die Strukturen zur bestmöglichen Praxis schafft.
Verschiedene Rollen werden seitens des Sportphysiotherapeuten eingenommen: Ratgeber, Fallmanager (Mikrobereich), Dienstleister (Mesobereich) und strategischer (Innovations-)Einfluss (Makrobereich) auch in der Gesundheitspolitik.
Der Sportphysiotherapeut soll das Verständnis für den Athleten und dessen Verletzungen sowie den Umgebungsdruck durch äußere Einflüsse aufbringen und Unabhängigkeit bei der Entscheidungsfindung walten lassen. Hierdurch wird die Sicherung der Pflicht zur Fürsorge des Athleten in einem Kontext von vielen möglichen Interessenskonflikten berücksichtigt.

## Standards und Verhalten
Standards in der Sportphysiotherapie sind Kriterien für Leistung und zielen darauf ab, Erklärungen der minimalen Anforderungen, die von einem professionellen Therapeuten zu erwarten sind, festzuhalten. Standards in der Sportphysiotherapie beschreiben spezifische professionelle Ansätze und Verhaltensweisen, inklusive der einzigartigen der Profession, und anderen, die mit allgemeinen Inhalten der Physiotherapie vernetzt sind. Diese sind wiederum immer mit den entsprechenden Verhaltensindikatoren verbunden. Hieraus ergeben sich nach Bulley & Donaghy die folgenden, sich teilweise gewollt überschneidenden Kompetenzstandards für Sportphysiotherapeuten, die zur besseren Kommunikation und Verständnis des Bildes eines Sportphysiotherapeuten beitragen sollen. Ansatz ist hierbei der allgemeine, welcher auch durch das Scottish Credit and Qualifications Network gefordert und gefördert wird.
Entwickelt wurde die folgende, modifizierte Tabelle zunächst durch Expertentreffen auf Kongressen, um verhaltensspezifische Kompetenzen zu besprechen. Hierbei wurde über Ansätze, Ausbildungslevel und Zusammenhänge in Gruppen sowie Kompetenzteams diskutiert und verschiedene Kompetenzen und Fähigkeiten sowie Rollenbilder beschrieben, die nachfolgend zusammengefasst über Aufgaben bzw. Verhalten und Rollenverständnis aufklären.

## Rollenbilder und damit verbundene Kompetenzen

### Manager eines Patienten/Klienten
1. Verletzungsprävention
Bewerten des Verletzungsrisikos bezogen auf die sportliche Aktivität des Athleten in einem (sport)spezifischen Kontext, informieren und trainieren des Sportlers und anderer Betreuer zur Minimierung des Auftretens und Wiederauftretens von Verletzungen. Arbeitsumfeld eines SPT: klinische Praxis, Training und Wettkampf, meist als Teil eines Teams; Tätigkeiten: Bemessung des Verletzungsrisikos, professionelle Beurteilung der Risiken und Informationsgabe zur sicheren Leistungssteigerung im Training, fördern der Entwicklung von größerer Bewegungseffizienz, Beratung und Lehre in Bezug auf Nutzen und Risiken bestimmter Umgebungen und Ausrüstungen bzw. Hilfsmittel, kontinuierliche eigene und Weiterbildung anvertrauter Betreuer, angemessene Integration neuer Informationen in Entscheidungsfindungsprozessen
2. Akute Intervention
Sportphysiotherapeuten reagieren angemessen auf akute Verletzungen oder Krankheit im Trainings- bzw. Wettkampfzusammenhang, nutzen Kommunikation mit anderen Betreuern zur Identifizierung und Entwicklung eines Rollen- sowie Verantwortungskonstrukts; Arbeitsumfeld: Trainings-, Wettkampf oder Veranstaltungsort; Tätigkeiten: Kommunikation mit allen anderen medizinischen Betreuern oder anwesenden Helfern, erkennen der entsprechenden Zeichen und Symptome der akuten Verletzung oder Krankheit, Observation und Messung, Diagnose des Ortes und Schwere der Verletzung, klinische Beurteilung des weiteren Einsatzes von sofortigen Hilfen oder ärztlichen Überweisungen, Observierung entsprechender Maßnahmen, angemessene evidenzbasierte Handlungen wo gebraucht (1. Hilfe, Immobilisierung…), schützen der privaten Rechte des Athleten und damit Informierung über rechtliche Grundlagen der Betreuung im Ausland bzw. Voraussetzungen zur Ausübung dieser.
3. Rehabilitation
Clinical Reasoning und therapeutische Fähigkeiten zur Beurteilung und Diagnose sportbezogener Verletzungen, evidenzbasierte Interventionen entwickeln, planen, durchführen, modifizieren als Ziel für eine sichere Rückkehr zum optimalen Leistungslevel des Sportlers in seinem spezifischen Sportfeld Aufgabenbereich: gesamte Dauer der Rehabilitation vom Zeitpunkt der Verletzung bis zur Erbringung der optimalen Leistung des Sportlers nach seiner Rückkehr im Sport, multidisziplinarer Ansatz im Team, in einer Varietät von Orten; erhalten: Analyse der Verletzung und dem zu Grunde liegenden Prozess, Anwenden von Messmethoden, clinical reasoning, forschungsbasierte, sportspezifische Intervention, Evaluation und Modifikation der Intervention, Ratgeber bezüglich Fortschritt und Wiederkehr zum Sport, sensible Kommunikation mit dem Athleten und Team
4. Leistungssteigerung
Evaluierung der sportlichen Leistung des Athleten im (Hochleistungs-)Sport; Erteilung leistungsbezogener Ratschläge zur Optimierung der Bedingungen zum Erreichen der Maximalleistung im spezifischen Sport mit Einbeziehung interdisziplinärer Ansätze; Rat und Intervention auf Anfrage bzw. bei akuter Beobachtung; ergänzen anderer Expertisen in Abhängigkeit vom Wettkampflevel sowie dem multidisziplinären Kontext.

### Ratgeber
- Förderung eines sicheren, aktiven Lebensstils
Die Rolle des Ratgebers bezieht sich auf alle sportlich Aktiven in einem ganzheitlichen Ansatz unter Zuhilfenahme mehrerer Expertisen; evidenzbasiertes Handeln zur Gesundheitsfürsorge sowie Gesundheitserhaltung; Risikominimierung; adressatengerechtes Handeln meist auf Nachfrage; Anwendung verschiedener Kommunikationsstrategien und Zeigen von Verständnis gegenüber der Hilfesuchenden

### Professionelle Führungsperson
- Lebenslanges Lernen
Pflegen bzw. erhöhen der klinischen Standards durch kritisches, reflektiertes und evidenzbasiertes Handeln in der Praxis; kontinuierlicher Prozess des Lernens und Lehrens in Zusammenarbeit mit anderen Betreuern und Verantwortlichen; das Rollenverständnis geht von lebenslanger Weiterbildung aus, da die Funktion in einem Team nur so zur Aufrechterhaltung eines optimalen Ansatzes der Servicebereitstellung möglich ist; Reflexion der Praxis und Entwicklung von Fähigkeiten und Fertigkeiten sowie kritische Analyse der Praxis und Forschungsevidenz; Identifikation von Lernzielen, Entwicklung zur optimalen Weiterbildung und Wissenserwerb, Gebrauch verschiedener Lernmethoden, professionelle, einem Masterstudiengang adäquate Entwicklung des eigenen Lernfortschritts
- Professionalismus und Management
Zeit-, Ressourcen- und Personalmanagement mit professionellen, ethischen und juristischen Fähigkeiten; erweitern des professionellen Handelns und eigener Exzellenz in verschiedenen (sportlichen) Umgebungen mit Erholungs- bzw. Sportbezug; interdisziplinäres Verknüpfen verschiedener Berufsfelder; stetiger Personal- und Servicebezug; Anerkennung der landeshoheitlichen, (inter-)nationalen Vorgaben; strategische Planungsziele; rechtliche Grundlagen; Servicemanagement-Gedanke; ethischer Arbeitsansatz; Schaffung positiver Lernumgebungen

### Innovator
- Forschungsergebnisse in die tägliche Arbeit einbeziehen
Evaluation der Praxis und neuer Informationen; Identifizieren von Fragestellungen und Ansätzen für folgende (Forschungs-)Studien in verschiedenen Bereichen; kritische Evaluation und Reflexion in Bezug zur Rolle des Ratgebers sowie Fallmanagers und allen Arbeitsbereichen; kontinuierliche Evaluation und Entwicklung der eigenen Praxis; karriere- und schwerpunktbezogene Forschungsinhalte verfolgen; Beteiligung anstreben

### Interdisziplinäre Führungsperson bzw. Innovator
- Verbreitung von Wissen und bestmöglichen Handlungsstrategien
Verbreiten neuen Wissens an andere Betreuer und Entscheidungsträger mit vielzähligen Möglichkeiten von Medien, auf Kongressen etc.

### Interdisziplinärer Innovator bzw. Ratgeber
- Erweiterung der Anwendungen durch Innovation
Verbesserung der eigenen und Praxis sowie Beteiligter durch angemessene Einbeziehung neuen Wissens und von Innovationen in einem multidisziplinären Ansatz und Entscheidungsprozess; Einfluss- sowie Teilnahme auf die Ausrichtung von Forschungsgebieten und innovativer Projekte zur Unterstützung der Rolle des Ratgebers zur individuellen Interaktion, in multidisziplinären Kontexten, zur Qualitätssicherung von Serviceleistungen und strategischen Entwicklungsschritten; Zugang zu kontinuierlich entwickelnden Quellen schaffen; Bezug zu Forschungsinhalten und Innovationen der Sportphysiotherapie und zugehöriger Felder herstellen; Förderung von Wissenschaft und Forschung und deren spezifischen Feldern; kritische und reflektierende Betrachtung und Diskussion neuer Ideen und bestehender Veränderungen; Einbezug dieser in die Praxis, Weiterbildung und Lehre; Innovationen werden in den Entscheidungsfindungsprozess einbezogen und auf verschiedenen Leveln (im Sport) bedacht.

### Interdisziplinäre Führungsperson bzw. Ratgeber
- Verbreitung des Fair-Play-Gedankens und Beachtung von Anti-Doping-Richtlinien
Verbreitung und Beachtung der ethischen und professionellen Grundlagen im Umgang mit Doping in der Sportpraxis; Achtung des Fair-Play-Gedankens; Beachtung der Pflicht zur Gesunderhaltung des Athleten; Fair-Play und Anti-Doping-Gedanken sind relevant für alle Interaktionen mit Individuen, die eine persönliche Beteiligung an optimalen Sportleistungen haben, inklusive Athleten jeden Levels, anderen betreuenden Beteiligten und relevanten Organisationen. Voraussetzung sind Kenntnis der aktuellen Bestimmungen und Regeln (zum Thema Doping) im Sport, Beachtung und Unterstützung der Anti-Doping-Praktiken, Achtung des World Anti Doping Code, Beachtung der Verbotsliste des Doping der World Anti Doping Agency, Kooperation und Teilnahme an Anti-Doping- und Drogentests, Demonstration der Pflicht zur Gesunderhaltung des Athleten. Während der Athlet für Einnahme verantwortlich ist, muss der Physiotherapeut ihn durch sein Verhalten schützen und darf eine Einnahme nicht unterstützen oder fordern, weder intentional noch aus naiven Gründen.